# مستخلص (صناعة)

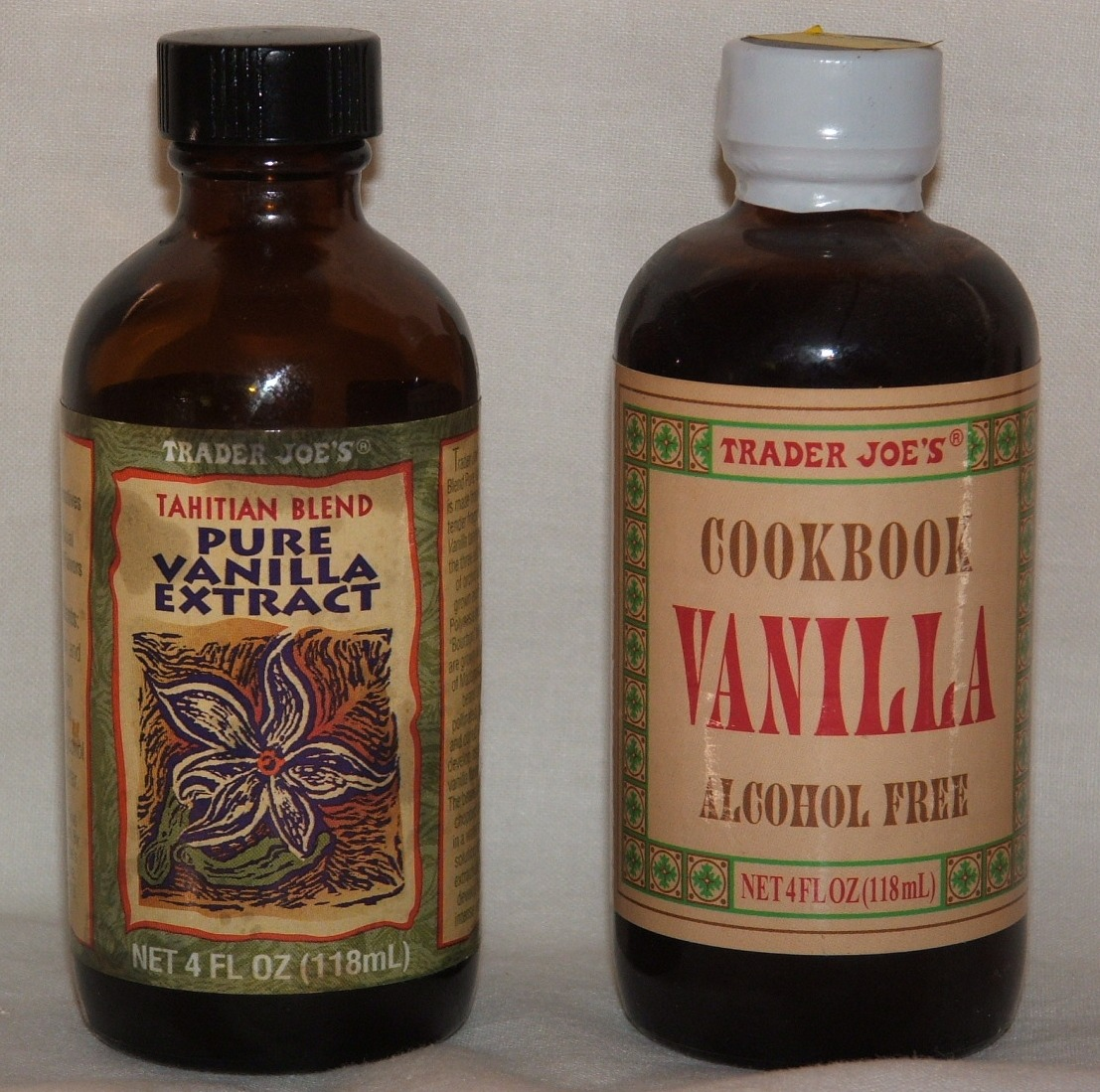
خلاصة الفانيليا

المستخلص (بالإنجليزية: Extract)، هي مادة مصنوعة عن طريق استخراج جزء من مواد الخام، غالبًا باستخدام مذيب مثل الإيثانول أو الماء، وكذلك عن طريق المواد النباتية بطرق فيزيائية أو كيميائية. يمكن بيع المستخلصات على شكل صبغات أو في شكل مسحوق. 
يتم تسويق المبادئ العطرية للعديد من التوابل والمكسرات والأعشاب والفواكه، وما إلى ذلك، من أشهر المستخلصات الحقيقية هي اللوز والقرفة والقرنفل والزنجبيل والليمون وجوزة الطيب والبرتقال والنعناع والفستق والورد والنعناع والفانيليا والبنفسج والوينترغرين. 

## تقنيات الاستخراج
يتم الحصول على غالبية الخلاصة الطبيعية عن طريق استخراج الزيت العطري من أزهار والفواكه والجذور، إلخ، أو النباتات بأكملها، من خلال أربع تقنيات: 1) التعبير ، 2) الامتصاص ، 3) النقع ، 4) التقطير. يستخدم التعبير عندما يكون الزيت وفيرًا ويسهل الحصول عليه، كما هو الحال في قشر الليمون. يتم الامتصاص بشكل عام عن طريق النقع في الكحول، مثل حبوب الفانيليا. يستخدم الامتصاص لإنشاء أجزاء أصغر من الكل، كما هو الحال في صنع مستخلص النعناع . يستخدم التقطير مع النقع، ولكن في كثير من الحالات، يتطلب معرفة كيميائية متخصصة. 
النكهات المميزة لجميع الفواكه تقريبًا هي إضافات مرغوبة للعديد من المستحضرات الغذائية، ولكن القليل منها فقط هو مصادر عملية لمستخلص النكهة المركزة بشكل كاف. والأكثر أهمية من بين تلك التي تصلح لتصنيع خلاصة «نقية» تشمل الليمون والبرتقال وحبوب الفانيليا. 

## مستخلصات اصطناعية
يتم إنتاج معظم نكهات الفاكهة المركزة مثل الموز والكرز والخوخ والأناناس والتوت والفراولة من خلال الجمع بين مجموعة متنوعة من الاسترات مع الزيوت الخاصة. يتم الحصول على الألوان المطلوبة بشكل عام باستخدام الأصباغ. من بين الاسترات الأكثر استخدامًا بشكل عام، خلات الإيثيل وبوتيرات الإيثيل. العوامل الرئيسية في إنتاج الموز الاصطناعي والأناناس وخلاصة الفراولة هي أسيتات الأميل وزبدات الأميل. 
لا تحتوي المستخلصات الاصطناعية بشكل عام على حساسية نكهة الفاكهة الطبيعية، ولكنها عادة ما تكون طعمها مشابهًا بما يكفي لتكون مفيدة. 